# Скрябин, Георгий Константинович
Гео́ргий Константи́нович Скря́бин (4 (17) сентября 1917, Петроград — 26 марта 1989, Москва) — советский микробиолог и биохимик, академик Академии наук СССР, главный учёный секретарь Президиума Академии наук СССР, академик ВАСХНИЛ. Специалист в области общей и технической микробиологии и биохимии микроорганизмов.

## Биография
Родился в семье выдающегося биолога, академика АН СССР Константина Ивановича Скрябина.
В 1942 году Георгий Константинович окончил Казанский ветеринарный институт, а с 1943 по 1946 год служил в Советской Армии.
С 1949 года работал в Институте микробиологии АН СССР в должности заведующего лабораторией (с 1960 года) и заместителя директора (с 1962 года).
С 1968 по 1988 год Скрябин возглавлял Институт биохимии и физиологии микроорганизмов АН СССР в г. Пущино, Московской области, основанный им совместно с академиком Н. Д. Иерусалимским.
26 ноября 1968 года Г. К. Скрябин был избран членом-корреспондентом АН СССР в Отделение биохимии, биофизики и химии физиологически активных соединений. C 1967 по 1974 год он был директором Научного центра биологических исследований АН СССР в Пущине.
С 28 мая 1971 года по 5 апреля 1988 года Скрябин исполнял обязанности Главного учёного секретаря Президиума АН СССР. 15 марта 1979 года был избран академиком АН СССР.
Входил в число четырёх академиков (Прохоров, Скрябин, Тихонов, Дородницын), подписавших письмо «Когда теряют честь и совесть» (Известия, 3 июля 1983) с осуждением А. Д. Сахарова.
Г. К. Скрябин умер 26 марта 1989. Похоронен на Новодевичьем кладбище в Москве.
Отец молекулярного биолога и академика РАН Константина Георгиевича Скрябина.

## Награды и признание
- В 1971 году получил Государственную премию СССР за участие в разработке научных основ микробиологического получения белков из углеводородов нефти.
- В 1982 году получил Премию имени Карпинского.
- В 1984 году награждён Золотой медалью АН СССР имени И. И. Мечникова за цикл работ на тему «Микробиологическая трансформация органических соединений и биосинтез физиологически активных веществ».
- Имя Скрябина носит Институт биохимии и физиологии микроорганизмов РАН.
- 28 мая 2009 года на доме, в котором с 1961 по 1989 гг. жил Г. К. Скрябин (Москва, ул. Дмитрия Ульянова, д. 3) открыта мемориальная доска.

Могила Г. К. Скрябина на Новодевичьем кладбище Москвы.